# 용인 광제사 치성광여래도
용인 광제사 치성광여래도는 대한민국 경기도 용인시 처인구 백암면 근삼리에 있다. 2007년 3월 30일 용인시의 향토문화재 제58-1호로 지정되었다. 1938년 보응에 의해 제작되었다.